# Keynsham

Keynsham (ˈkeɪnʃəm) est une ville du Somerset, en Angleterre. Située entre Bath et Bristol, elle comptait 15 533 habitants au moment du recensement de 2001.
Elle apparaît sous le nom de Cainesham dans le Domesday Book. Elle abrite l'usine Cadbury de Somerdale, ouverte en 1935.

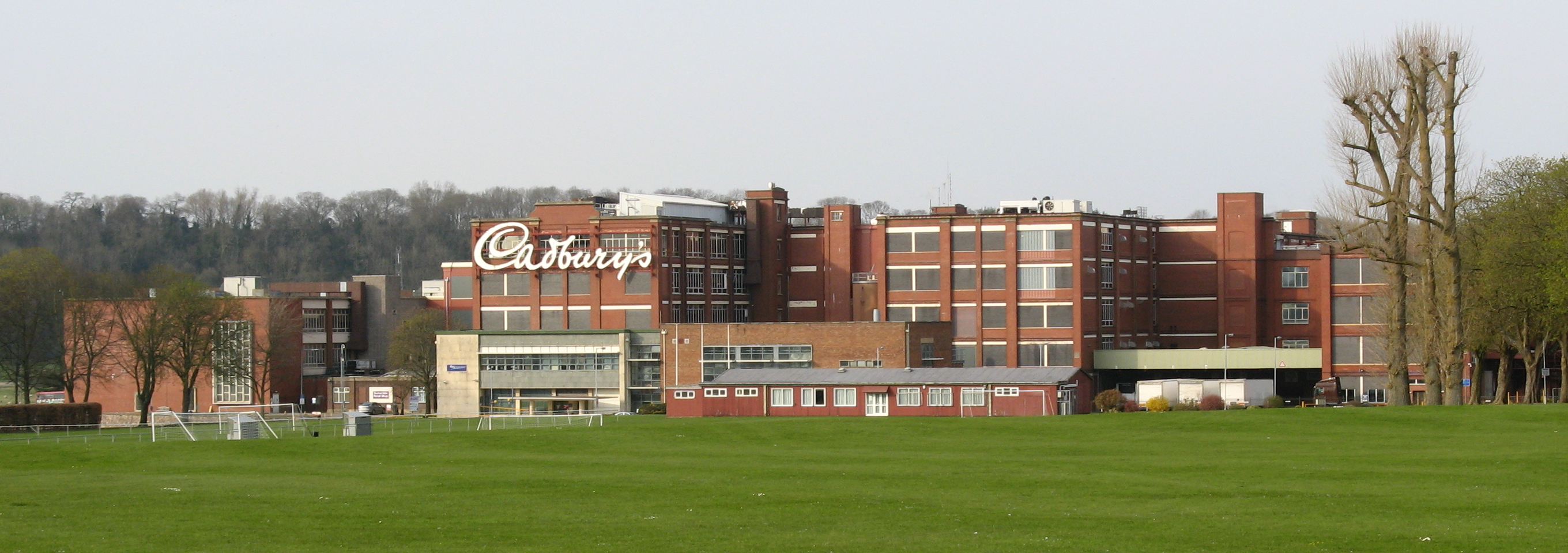
L'usine de Somerdale.